# Meunasah Sangget
Meunasah Sangget is een bestuurslaag in het regentschap Pidie van de provincie Atjeh, Indonesië. Meunasah Sangget telt 455 inwoners (volkstelling 2010).